# Franz Heinrich von Waldersee
Franz Heinrich Georg Graf von Waldersee (Dessau, 25 de Abril de 1791 - Breslau, 16 de Janeiro de 1873) foi um general-de-cavalaria prussiano.
Franz von Waldersee era irmão de Friedrich von Waldersee e filho de Franz Graf von Waldersee, filho ilegítimo de Leopoldo III, duque de Anhalt-Dessau.
Casou-se com Bertha von Hünerbein (1799-1859) em 27 de Dezembro de 1823, com quem teve seis filhos:
- Georg von Waldersee (1824-1870)
- Eduard von Waldersee (1826-1844)
- Amélie von Waldersee (1828-1911)
- Friedrich von Waldersee (1829-1911)
- Alfred von Waldersee (1832-1904), marechal-de-campo.
- Franz von Waldersee (1835-1903)

Waldersee comandou o 5º corpo-de-exército e foi governador de Berlim de 1864 a 1870.